# 22547 Kimberscott
22547 Kimberscott (1998 FO78) là một tiểu hành tinh vành đai chính được phát hiện ngày 24 tháng 3 năm 1998 bởi nhóm nghiên cứu tiểu hành tinh gần Trái Đất phòng thí nghiệm Lincoln ở Socorro.